# MOS Technology SPI
MOS Technology 6529 Single Port Interface (SPI lub PIO) – układ scalony produkowany przez firmę MOS Technology. Służył jako kontroler wejścia/wyjścia dla rodziny procesorów MOS 6502.
6529 SPI udostępniał 8-bitowy, dwukierunkowy równoległy port wejścia/wyjścia. W przeciwieństwie do bardziej złożonych układów 6522 VIA i 6526 CIA nie umożliwiał kierowania danych do każdej z osobno sprecyzowanej linii wejścia/wyjścia, ani też nie wspierał transmisji szeregowej. Nie posiadał również żadnych możliwości timera. Z powodu tych braków nie znalazł większego zastosowania. Układy 6529 dostępne były w wersjach 1 MHz, 2 MHz i 3 MHz. Umieszczone w standardowych ceramicznych lub plastikowych obudowach DIP z 20 pinami.